# Austelliscus ferox
Austelliscus ferox — викопний вид променеперих риб, що існував у пізньому девоні. Викопні рештки щелеп риби знайдено на півдні Бразилії у басейні річки Парана. Ця місцевість під час девонського періоду лежала в районі Південного полюса. Будова щелепи має деякі спільні риси з північноамериканським Tegeolepis.